# Emmerauentunnel

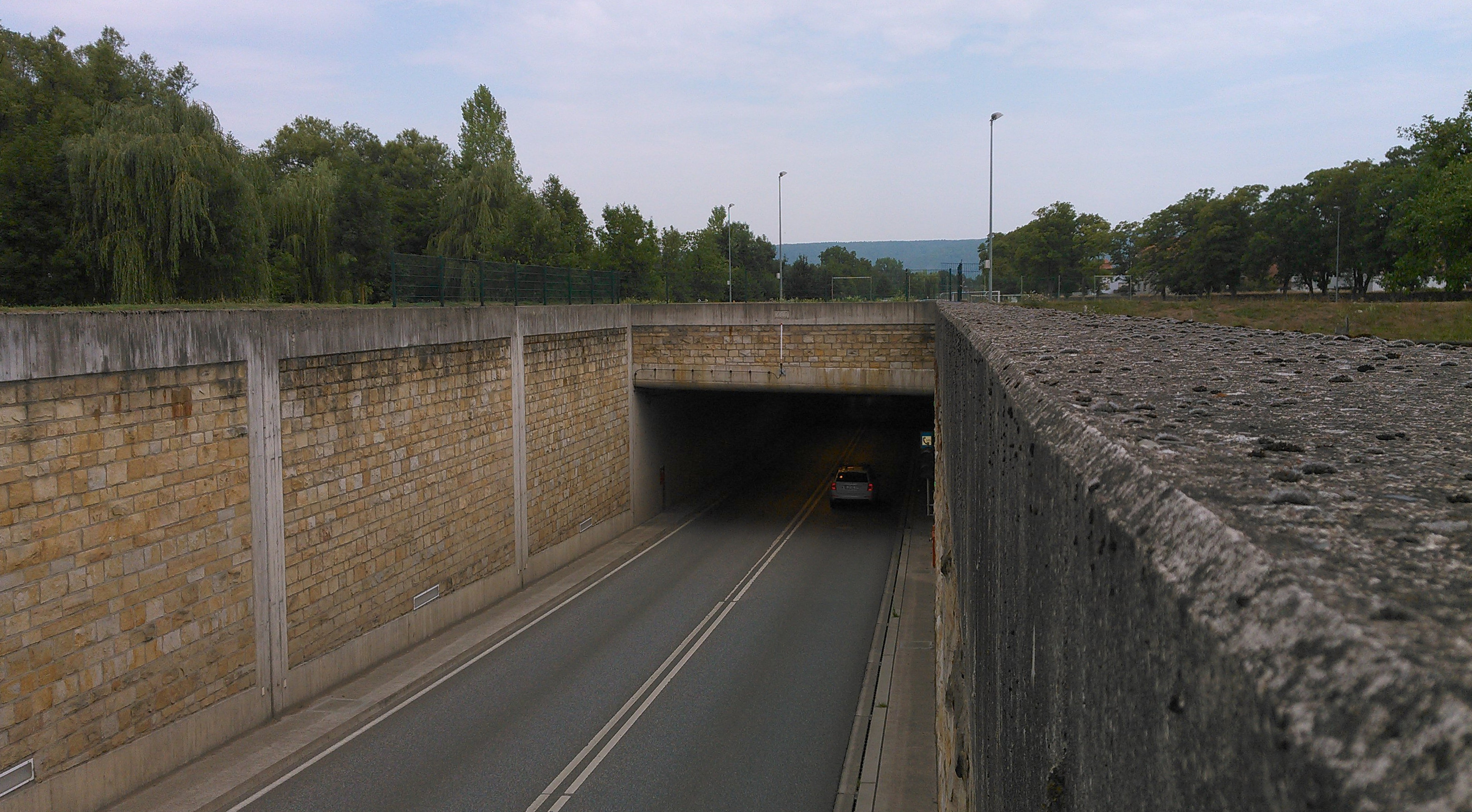
Südeinfahrt

Der Emmerauentunnel ist ein 850 m langer Straßentunnel im Bereich der ostwestfälischen Stadt Lügde in Nordrhein-Westfalen und Teil der Ortsumgehung im Verlauf der L 614. Sie wurde im Oktober 2010 fertiggestellt und befreit den historischen Stadtkern von Lügde vom Verkehr.

## Beschreibung
Die Umgehungsstraße führt durch die Emmerauen. Damit liegt der Tunnel im Überschwemmungsgebiet des Flusses Emmer, sodass besondere Baumaßnahmen nötig waren, um im Grundwasser zu bauen und ein Einlaufen des Flusswassers in die Einfahrungsbauwerke des Tunnels zu verhindern. Der Tunnel wurde in offener Bauweise erstellt.

## Bauwerksdaten
Die Fahrbahn liegt unterhalb des Grundwasserspiegels. Der Tunnel ist etwa 850 m lang und nimmt auf 7,5 m Breite zwei Fahrspuren auf.

## Maut
Durch die extrem hohen Baukosten war für die Benutzung des Emmerauentunnels eine Straßenbenutzungsgebühr im Gespräch. Diese ist nicht umgesetzt worden.